# Oferta inicial de monedas
Una oferta inicial de criptomonedas (OIC) es un tipo de financiamiento usando criptomonedas. Mayoritariamente el proceso es llevado a cabo mediante un micromecenazgo, pero las OIC privadas se están volviendo muy comunes. En una OIC, las criptomonedas son vendidas en forma de tókenes a especuladores o inversores a cambio de dinero tradicional u otras criptomonedas como Bitcoin o Ethereum. Los tókenes son vendidos como «futuras» unidades de la moneda cuando la OIC llegue a su objetivo y el proyecto se lance. En algunos casos como Ethereum los tókenes son requeridos por el sistema.
Una OIC puede ser una fuente de capital para un startup. Las OIC pueden permitir al startup evitar la ley e intermediarios como bancos y bolsas de valores. Las OIC pueden caer fuera de las regulaciones existentes, dependiendo de la naturaleza del proyecto, o ser prohibidas todas juntas en algunas jurisdicciones, como en China o Corea del sur.
Las OIC han sido propensas a estafas y a incumplimientos de la ley. Menos de la mitad de todas las OIC sobreviven después de 4 meses de la oferta, mientras que la mitad de las OIC vendidas en 2017 fallaron en febrero de 2018. A pesar del bajo ratio de éxito y con el precio de las criptomonedas bajando, un récord de 7 mil millones de dólares fue recaudado por una OIC desde enero a junio de 2018.

## Historia
La primera OIC fue realizada por Mastercoin en julio de 2013. Ethereum hizo una oferta en 2014, llegando a conseguir 3,700 BTC en las primeras 12 horas, aproximadamente 2.3 millones en aquel momento.
Las OIC se volvieron populares en 2017. Había por lo menos 18 páginas web siguiendo OIC a mediados de 2017. En mayo, la OIC para un nuevo navegador web llamado Brave generó cerca de 35 millones de dólares en 30 segundos. Un desarrollador de una aplicación de mensajería, Kik, consiguió cerca de 100 millones en septiembre de 2017. Al comienzo de octubre de 2017, el mercado de las OIC valía más de 2,300 millones de dólares, más de 10 veces que en 2016. Para noviembre de 2017, había alrededor de 50 ofertas cada mes, con el OIC de mayor recaudación a partir de enero de 2018, siendo Filecoin recaudando 257 millones de dólares (y 200 millones en la primera hora de su venta).
Para el final de 2017, las OIC crecieron al menos 40 veces más capital de lo que crecieron en 2016, aunque aún representa menos del 2% del capital recaudado por las IPOs. Según Cointelegraph, las compañías han crecido alrededor de 6 mil millones a través de las OIC en 2017; donde el 37% de esa cantidad fue conseguida por solo 20 OIC.
Alrededor de febrero de 2018, una estimación del 48% de las OIC de 2017 habían fracasado.
A las OIC a veces se las llama "venta de tókenes". Amy Wan, un micromecenazgo y legislador sindicalista, describió la moneda en una OIC como "un símbolo de interés de propiedad en una empresa - un certificado de acciones digital", afirmando que es probable que estén sujetos a regulación como los valores en los EE. UU.
Ethereum es (en febrero de 2018) la plataforma líder blockchain para las OIC, con más del 80% del mercado. Los tókenes están generalmente basados en el estándar ERC-20 de Ethereum. Según Cointelegraph la red de OIC de ethereum ha resultado en un considerable phishing, esquemas ponzi y otras estafas, contando un 10 % de las OIC.
El 30 de enero de 2018, Facebook prohibió anuncios de OIC, de criptomonedas y opción binaria. Para el 9 de abril de 2018, la publicidad de OIC ha sido baneada no solo por Facebook, también por Twitter, Google, y MailChimp. Facebook ha ido cambiando su política y el 26 de junio de 2018 anunció su apertura para empresas anunciadoras aprobadas.

## Conceptos de ICO (Oferta Inicial de Monedas), IPO (Oferta Inicial Pública), e IEO (Oferta Inicial de Cambio)
El término de "ICO" se forma por analogía con IPO. A principios de 2019, se desarrolló un método para atraer inversiones de IEO, una variante de ICO bajo el control de la plataforma de intercambio. Las principales diferencias entre ICO y IPO son las siguientes:
- Actualmente no existe una regulación estatal de ICO, que sea típica para IPO y cualquier otra actividad financiera y de inversión pública;[29]
- Los compradores de tokens y criptomonedas pueden tener derechos diferentes a los de los compradores/titulares de acciones. En particular, los tokens pueden ser tanto dividendos y dar derecho a participar en las ganancias futuras de la empresa, como exclusivamente utilitarios, es decir, dar derecho a cambiar tokens por servicios o bienes de la empresa;
- Las empresas de criptomonedas que participan en IEO están controladas por la bolsa de valores, y el usuario puede al menos estar seguro de que recibirá los tokens comprados.[30]

La opción a favor de los tokens de utilidad a menudo está motivada por el deseo de no caer en la definición de "títulos de valor", según la Comisión de Bolsa y Valores de EE. UU. ("SEC"), que utiliza la Prueba de Howey.
En su informe del 25 de julio de 2017, la Comisión de Bolsa y Valores de EE. UU. ("SEC") opina que la ICO para el fondo de inversión virtual de Organización Autónoma Descentralizada (The DAO) significaba una venta de títulos de valor.

## Críticas

### Un mecanismo para las estafas
A pesar de que las OIC pueden ser usadas para el fraude, también son usadas para actividades legales como finanzas corporativas y recaudación de fondos para causas benéficas. La Comisión de Bolsa y Valores de EE. UU. ha advertido a sus inversores de la existencia de estafadores usando OIC para ejecutar pump and dump.
Snapchat, LinkedIn y MailChimp han limitado el número de compañías que podían hacer publicidad en sus plataformas. Jimmy Wales, fundador de la Wikipedia, afirmó en 2017 que "hay un montón de OIC que, en mi opinión, son absolutas estafas. Las personas deberían ser muy cuidadosas de estas cosas que están sucediendo en este campo."
Plataformas de Internet chinas como Baidu, Tencent, y Weibo también han prohibido anuncios de OIC. La plataforma japonesa Line y la plataforma rusa Yandex tienen prohibiciones similares.
La autoridad financiera de Reino Unido ha alertado que las OIC tienen mucho riesgo y inversión muy especulativa, son estafas en algunos casos y no suelen ofrecer protecciones para los inversores. Incluso en los casos de OIC legítimas, los proyectos están en una etapa muy temprana y por lo tanto en una etapa con muchos riesgos. La autoridad Europea de Valores y Mercados (ESMA) resalta grandes riesgos asociados con las OIC y la existencia de riesgo de que los inversores pierdan toda su inversión.

### Burbuja
Un artículo de 2017 de la revista Wired predijo en 2017 que la burbuja estaba a punto de explotar. Algunos inversores han inundado las OIC con la esperanza de participar en ganancias financieras de tamaño similar a las que disfrutaron los primeros especuladores de Bitcoin o Ethereum.

## Regulación
Siguiendo un "boom" en los precios de las criptomonedas que llegó a su pOIC en diciembre de 2017, la regulación de las criptomonedas ha cambiado rápidamente. El ritmo de cambio ha sido impulsado en parte por incidentes de ciberrobo, paros comerciales y posibles manipulaciones de mercado.
Las criptomonedas basadas en tecnologías de cadena de bloques, permiten a cualquier persona a comprar o transferir sus criptomonedas a cualquier otra persona sin necesidad de un intermediario. Las criptomonedas pueden ser transferidas fácilmente a través de fronteras nacionales y jurídicas. Esto hace muy difícil para las autoridades centrales controlar y monitorizar la pertenencia y movimientos de criptomonedas.
Los distintos países han tenido diferentes acercamientos a la hora de regular las criptomonedas. Esto puede cambiar en la propia naturaleza de las criptomonedas.
Hay dos tipos de criptomonedas que forman una perspectiva reguladora: criptomonedas útiles y criptomonedas respaldadas por activos. Las criptomonedas útiles pueden tener valor porque permiten al propietario cambiarlas por un bien o un servicio en un futuro, como Bitcoin. Las criptomonedas respaldadas por activos pueden tener también un valor porque hay un bien por debajo respaldando su valor. En muchos países no está claro qué criptomonedas requieren regulación.
Esto hace que sea complejo para los emisores de criptomonedas analizar a qué países se pueden vender sus criptomonedas, y para que los posibles compradores de criptomonedas comprendan qué reglamentaciones, si corresponde, deben aplicarse.
| Jurisdiction           | Comments |
| ---------------------- | --- |
| Australia              | ASIC emitió una guía en septiembre de 2017 que establece que la legalidad de una OIC depende de sus circunstancias detalladas. |
| Canadá                 | Está trabajando en regular las OIC. |
| China                  | El 4 de septiembre de 2017, siete regulaciones financieras Chinas banearon oficialmente todas las OIC para los residentes de la República China, exigiendo que los ingresos de todos los OIC anteriores se reembolsen a los inversores o se enfrentan a ser "severamente castigados de acuerdo con la ley". This action by Chinese regulators resulted in large sell-offs for most cryptocurrencies. Antes de la prohibición china, las OIC habían recaudado casi 400 millones de dólares de aproximadamente 100,000 inversores chinos. Sin embargo, una semana más tarde, un funcionario financiero chino declaró en la televisión nacional china que la prohibición de las OIC es solo temporal hasta que se implementen las políticas regulatorias de las OIC. |
| Francia                | En octubre de 2017, la Autorité des marchés financiers (AMF) estaba trabajando en las regulaciones que regían el uso de la tecnología blockchain en las transacciones de aumento de capital. |
| Hong Kong              | La Comisión de seguridades y futuros china emitió una declaración en septiembre de 2017 en la que explicaba que los tókenes pueden constituir valores a los fines de la Ordenanza de valores y futuros, en cuyo caso la negociación de dichos tókenes sería una actividad regulada según la ley de Hong Kong. |
| Isla de Man            | Está trabajando en regular las OIC. |
| Jersey                 | En diciembre de 2017, Arc Fiduciary Ltd, con sede en Jersey, lanzó la "Moneda de reserva Arc", una criptomoneda respaldada por activos basada en la cadena de bloques Ethereum, que trabaja en estrecha colaboración con el Regulador de Servicios Financieros de Jersey para lograr una solución reguladora viable para la OIC. La "Arc Reserve Currency" no tiene un estatus regulatorio continuo, pero es un ejemplo notable de cómo los operadores de criptomonedas están trabajando cada vez más con los reguladores para mejorar el panorama de inversión para los propietarios de criptomonedas. |
| Nueva Zelanda          | En octubre de 2017 la Autoridad financiera de mercados (FMA) publicó directrices sobre el entorno regulatorio actual en lo que respecta a los OIC. |
| Gibraltar              | En octubre, el gobierno de Gibraltar estableció un marco para la regulación de las empresas de tecnología de libro mayor distribuido (DLT), que entró en vigor el 1 de enero de 2018. Abarca las OIC y las somete a controles y estándares financieros. |
| Corea del sur          | La comisión coreana financiera prohibió las OIC en septiembre de 2017 y prometió "sanciones severas". |
| Suiza                  | Aunque Suiza era vista anteriormente como una jurisdicción amistosa para las ofertas de monedas, la Autoridad de Supervisión del Mercado Financiero de Suiza anunció una investigación de un número no especificado de ofertas de monedas en septiembre de 2017, y examinaría si estas ofertas cumplían con las regulaciones suizas. |
| Emiratos Árabes Unidos | El mercado global de Abu Dhabi emitió una guía oficial sobre las OIC en octubre de 2017. |
| Estados Unidos         | En julio de 2017, la Comisión de Valores y Bolsa de EE. UU. indicó que podría tener la autoridad para aplicar la ley federal de valores a las OIC. La SEC no declaró que todas las fichas de blockchain (OIC) serían necesariamente consideradas como valores, pero esa determinación se tomaría caso por caso. La acción de la SEC puede alentar a más inversionistas convencionales a invertir en OIC, aunque las OIC normalmente impiden la participación de los inversores estadounidenses para permanecer fuera de la jurisdicción del gobierno de los Estados Unidos. La SEC acusó a Maksim Zaslavskiy por fraude en septiembre de 2017 en relación con las OIC para RECoin y DRC World. La SEC dictaminó que los endosos de celebridades de la OIC deben revelar el monto de cualquier compensación pagada por el endoso. En diciembre de 2017, la SEC emitió una orden que indicaba que la OIC de token de utilidad de Munchee Inc. estaba clasificado como garantía. En abril de 2018, la SEC acusó a dos cofundadores de Centra Tech, Inc. de administrar una OIC fraudulenta que recaudó más de $ 32 millones en 2017. La compañía había obtenido el respaldo de celebridades como Floyd Mayweather Jr. y DJ Khaled.. |